# Lona Gyldenkrone
Abelone "Lona" Birgitte baronesse Gyldenkrone, født Gulowsen (30. januar 1848 i Christiania, død 29. maj 1934) var en norsk operasangerinde.
Hun var datter af datter af købmand Anders Gulowsen og Nanna Dithlovine Cecilie Gabrielsen. Hun var elev af fru Pauline Viardot, debuterede 1876 på Stockholms opera som Mathilde i Wilhelm Tell og gik samme høst over til operaen på Christiania Theater, hvor hun havde hovedpartier i Faust, Figaros Bryllup, Tannhäuser m.fl. Hun foretog senere flere koncertreiser, bl.a. med Henryk Wieniawski i Tyskland og Rusland vinteren 1878-79 og var derpå i 3 år ansat ved hofoperaen i Schwerin. Efter sit giftermål med den danske legationssekretær, baron Emil Gyldenkrone (27. oktober 1838 i Skanderborg – 15. maj 1902 i Maribo) 27. august 1882 trådte hun tilbage og boede siden i Danmark, hvor hendes mand var amtsforvalter.
Hun er malet 1872 af Peter Nicolai Arbo.